# Maccabi Jaffa FC
Maccabi Jaffa FC (Hebreeuws: מועדון כדורגל מכבי קביליו יפו) is een voormalige Israëlische voetbalclub uit Jaffa.
De club werd in 1949 opgericht door Bulgaarse immigranten. In 1954 speelde de club voor het eerst op het hoogste niveau. Begin jaren 60 waren de beste jaren van de club met een tweede en een derde plaats in de competitie. In 1970 degradeerde de club maar promoveerde een jaar later weer om in 1987 weer te degraderen. In 1995 keerde Maccabi voor één jaar terug op het hoogste en in 1998 voor het laatst, wederom voor één jaar.
In 1999 begon de club op het tweede niveau maar werd wegens financiële problemen teruggezet naar het vierde niveau waar de club als negende eindigde. Hierna werd de club opgeheven en een nieuwe club Irgun Sport Jaffa nam de plaats van Maccabi in. In 2008 richtten voormalige Maccabi fans Maccabi Kabilio Jaffa op wat in de zesde klasse ging spelen.